# Wolfgang Bauernfeind (Redakteur)

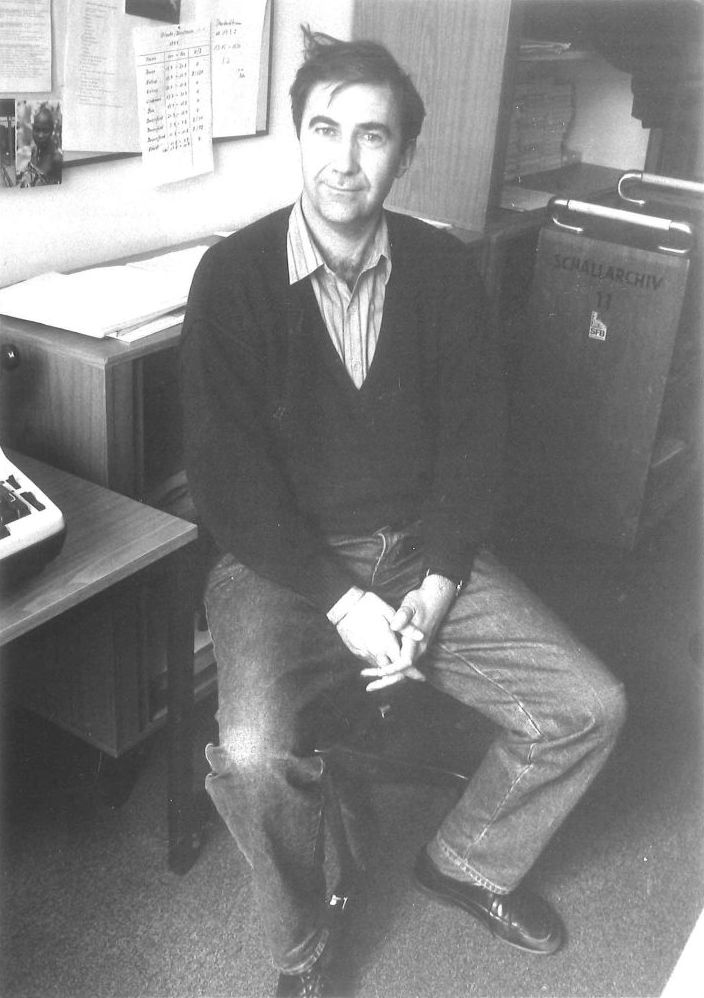
Wolfgang Bauernfeind (1987)

Wolfgang Bauernfeind (* 9. März 1944 in Kassel; † 13. November 2022 in Berlin) war ein deutscher Journalist, Featureautor und -regisseur. Er war langjähriger Leiter der Featureabteilung des SFB, später RBB.

## Leben
Nach einem Studium der Germanistik, Theaterwissenschaften und Philosophie in Köln, Berlin und München arbeitete Wolfgang Bauernfeind ab 1970 für mehrere ARD-Anstalten und das ZDF als freier Autor von Dokumentationen.
Im Jahr 1978 begann er seine Tätigkeit als Redakteur der Featureabteilung im Hörfunk des SFB und übernahm 1994 die Leitung der Abteilung von Peter Leonhard Braun. Wolfgang Bauernfeind inszenierte nicht nur jene Featureprojekte, die er selber als Autor ins Programm einbrachte, sondern neben zahlreichen Features namhafter Autoren wie z. B. Jens Sparschuh oder Paul Kohl auch viele Erstlingsarbeiten im Dokumentarbereich.
Unter Bauernfeinds 15-jähriger Führung errang das SFB-, später SFB-ORB- und schließlich RBB-Feature zahlreiche internationale und nationale Radiopreise, u. a. Prix Europa, Prix Italia. Seine Lehrtätigkeit u. a. für das Goethe-Institut sowie an der Medienakademie von ARD und ZDF setzte Wolfgang Bauernfeind auch nach seiner Pensionierung im Jahr 2009 fort.
Wolfgang Bauernfeind starb im November 2022 im Alter von 78 Jahren.

## Werke

### Radio-Features
- 1986: Christian Graf von Krockow Friedrich der Große (Regie), mit Peter Fricke, Gert Haucke, Günter Sauer, 2 CDs, SFB / Der Audio Verlag, Berlin 2000, ISBN 3-89813-099-1
- 1989: Thomas Kirdorf Aus dem Leben einer Cremedose oder: Wie eine Weltmarke entsteht (Regie), mit Maren Kroymann u. v. a. CD, SFB / Der Audio Verlag, Berlin 2001, ISBN 3-89813-160-2
- 2001: Regina Leßner Ulrike Meinhof: Mythos und Wirklichkeit (Regie), mit Stefan Aust, Bettina Röhl, CD, SFB-ORB/NDR / Der Audio Verlag, Berlin 2003, ISBN 3-89813-269-2
- 2013: Wo Armut beginnt – Familienleben (Autor und Regie) (DKultur)
- 2013: Helmut Wonschick Im Auftrag der Familie: Adolf-Henning Frucht – Ein DDR-Wissenschaftler in den Zwängen des Kalten Krieges (Regie) (MDR)
- 2014: Jan Schilling – Ein Glaswerk für Haiphong – (Regie) (MDR)
- 2015: Kathrin Aehnlich: Käthe Kollwitz – Letzte Tage in Moritzburg – (Regie) (MDR)
- 2015: Matthias Eckoldt: Als ein Schuß fiel im Politbüro: Erich Apel – Regie (MDR)
- 2021: Das Haus des Rundfunks, 5 Teile zum 90. Geburtstag des Funkhauses (RBB)

### Schriften
- Tonspuren: Das Haus des Rundfunks in Berlin. Christoph-Links-Verlag, Berlin 2010, ISBN 978-3-86153-598-0[2]
- Menschenraub im Kalten Krieg. Täter, Opfer, Hintergründe. Mitteldeutscher Verlag, Halle (Saale) 2016, ISBN 978-3-95462-666-3.
- Jacob Böhme – Auf der Suche nach seiner Weltformel, Roman,  Mitteldeutscher Verlag, Halle (Saale) 2019, ISBN 978-3-96311-114-3
- Teslas Gigafactory – Fluch oder Segen?, mit Fotos von Albrecht Köhler, Mitteldeutscher Verlag, Halle (Saale) 2022, ISBN 978-3-96311-655-1

## Preise
2014: Robert-Geisendörfer-Preis (Regie, Hörfunk: Fremde Mutter, fremdes Kind. Zwangsadoptionen in der DDR)